# ENQA
The European Association for Quality Assurance in Higher Education (ENQA) är en ideell europeisk organisation som verkar för kvalitetssäkring av högre utbildning i Europa.  

## Historia
ENQA skapades år 2000 som ett nätverk för att främja en kvalitetssäkring av högre utbildning i Europa. Idén till nätverket kom från ett europeiskt pilotprojekt 1994–1995, the European Pilot Project for Evaluating Quality in Higher Education, som visade på behovet av att dela och utveckla erfarenheter av kvalitetsäkring av högre utbildning. Behovet av nätverket fick vidare spridning genom rekommendationen från Europeiska unionens råd 1998 samt genom Bolognadeklarationen 1999. År 2004 fick organisationen en formell status och bytte namn till the European Association for Quality Assurance in Higher Education (ENQA). Organisationens verksamhet finansieras genom bidrag från den Europeiska kommissionen samt av medlemsavgifter. 

## Verksamhet
ENQA har tillsammans med EUA, EURASHE, och ESU, den s.k. E4-gruppen,  tagit fram riktlinjer för uppfyllande av kvalitet av högre utbildning (Standards and Guidelines for Quality Assurance in the European Higher Education Area) vanligen benämnda ESG. Riktlinjerna är utarbetade som tre delar. Del ett, riktlinjer för den interna kvalitetssäkringen vid universitet/högskolor; del 2, riktlinjer för den externa kvalitetssäkringen av högre utbildning; del 3, riktlinjer för den externa kvalitetssäkringen av kvalitetssäkringsorganisationer. År 2012 gav EHEA Ministerial Conference ett uppdrag  till E4-gruppen samt EI, EQAR samt Business Europe, att se över riktlinjerna. Ett förslag till riktlinjer, som i stort följer principerna för de tidigare riktlinjerna, finns nu framtaget http://revisionesg.wordpress.com/

## Medlemskap
Medlemskap i ENQA kan sökas av privata och offentliga organisationer som arbetar med kvalitetssäkring av högre utbildning. För att uppfylla kriterierna för fullvärdigt medlemskap prövas organisationen av sakkunniga utsedda av ENQA. Kriterierna för medlemskap följer riktlinjer i ESG, se nedan. Medlemskapet omprövas vart femte år. År 2012 hade organisationen 41 medlemsorganisationer i 20 europeiska länder.  

### Högskoleverkets och Universitetskanslersämbetets medlemskap
Högskoleverket blev fullvärdig medlem 2006. Högskoleverket blev 2012 prövad på nytt, varvid det framkom att den nya utvärderingsmetod för svenska högskolor och universitet som verket infört 2011, inte följde riktlinjerna ESG . Metoden bedömdes bygga på ett för snävt bedömningsunderlag i form av fem slumpmässigt valda examensarbeten och uppsatser samt att metoden helt saknade ett kvalitetsutvecklande perspektiv. ENQA kritiserade även Högskoleverkets metod för att ha bristande förankring bland högskolor och studentföreträdare. Trots kritiken från ENQA genomfördes det nya systemet efter påtryckningar från Utbildningsdepartementet och Högskoleverkets generaldirektör Anders Flodström avgick 2010 i protest mot systemets genomförande.
ENQA:s kritik resulterade i att Högskoleverket, nuvarande Universitetskanslersämbetet (UKÄ) förlorade sitt medlemskap i ENQA. Det nya kvalitetetssäkringssystemet som gäller från och med 2017 uppfyller däremot ENQA:s krav och UKÄ har återigen beviljats medlemskap.